# Bleptina baracoana
Bleptina baracoana là một loài bướm đêm trong họ Noctuidae.